# Henri Laborit

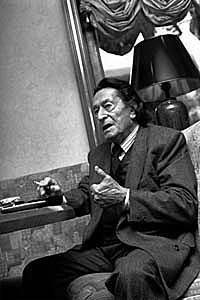
Henri Laborit în 1991

Henri Laborit (n. 21 noiembrie 1914, Hanoi, Vietnam – d. 18 mai 1995) a fost un medic francez, scriitor și filozof. 

## Biografie
Laborit s-a născut în Hanoi, Vietnam. El și-a început cariera ca neurochirurg în cadrul forțelor de pușcași marini și apoi a trecut la cercetare fundamentală. El a câștigat prestigiosul premiu Albert Lasker pentru cercetări clinice medicale în 1957. Laborit a devenit mai târziu conducătorul cercetărilor de la Spitalul Boucicault din Paris.
A avut mai multe preocupări științifice, cum ar fi medicamentele psihotrope, eutonologia și studiul memoriei. El a inițiat tratamentului cu dopamină pentru a reduce șocul soldaților răniți.  

### Teoria oxidoreducerilor
Henri Laborit a emis o teorie privind cauza îmbătrânirii.  Potrivit acestei teorii în raportul dintre cele două reacții chimice ale organismului (asimilator - anabolizant, acumulator - reacția reducătoare și dezasimilator - catabolizant, consumator - oxidarea) intervine un dezechilibru în favoarea celei de a doua reacții, a oxidării; totodată ar avea loc o deteriorare a membranei celulare ce devine mai puțin permeabilă, deteriorare datorată tot proceselor oxidante, prin urmare scad implicit și schimburile metabolice în ambele direcții dintre celulă și mediul său. Datorită acestei idei, în geriatrie se administrează unele substanțe (exemplu vitamina E) cu rol de protectori antioxidanți.